# Phlyctaenodes
Phlyctaenodes är ett släkte av skalbaggar. Phlyctaenodes ingår i familjen långhorningar.
Kladogram enligt Catalogue of Life:
| Phlyctaenodes | \| \| Phlyctaenodes pustulatus \| \| \| \| \| \| Phlyctaenodes pustulosa \| \| \| \| |
|               | \| \| Phlyctaenodes pustulatus \| \| \| \| \| \| Phlyctaenodes pustulosa \| \| \| \| |
|               | Phlyctaenodes pustulatus                                                             |
|               |                                                                                      |
|               | Phlyctaenodes pustulosa                                                              |
|               |                                                                                      |